# Schlotheimia excorrugata
Schlotheimia excorrugata är en bladmossart som beskrevs av C. Müller och Cardot in Grandidier 1915. Schlotheimia excorrugata ingår i släktet Schlotheimia och familjen Orthotrichaceae. Inga underarter finns listade i Catalogue of Life.